# PalaVerde
Il PalaVerde è il palazzetto dello sport dove giocava la squadra di pallacanestro Benetton Basket fino al 2012. Vi ha giocato anche la squadra di pallavolo Sisley Volley fino al 2011, anno in cui la società si è trasferita da Treviso a Belluno. Attualmente ospita le partite casalinghe dell'Universo Treviso Basket e dell'Imoco Volley.
Situato a Carità di Villorba, in provincia di Treviso, a circa 3 km dall'uscita autostradale A27 di Treviso Nord. È interrato per metà della sua altezza e contiene 5 344 posti a sedere, che aumentano di circa mille unità durante i concerti, nei quali gli spettatori possono occupare anche l'area di gioco. È formato, internamente, da tre anelli: uno al piano inferiore, l'altro al pian terreno ed il terzo al piano superiore. È un palazzetto polivalente, poiché, oltre ad incontri a carattere sportivo, può ospitare concerti, partite di tennis, saggi di danza e manifestazioni di altro tipo. È dotato di sei spogliatoi per atleti, oltre a quelli per giudici, arbitri e tre camerini. Inoltre, all'interno della struttura, si possono trovare un'infermeria, una sala di muscolazione, una sala per il controllo antidoping, una segreteria e una regia segnapunti; quest'ultima si occupa, in particolare, della gestione del tabellone segnapunti che sovrasta il campo e dei quattro maxi-schermi posti ai vertici degli angoli della struttura. Non mancano infine una sala stampa, dotata di linee telefoniche, fax, telescrivente e televisione, e una sala per le interviste. All'esterno si trova un ampio parcheggio che può ospitare oltre tremila automobili.

## Storia
È stato uno dei primi impianti privati in Italia. Fu costruito nel 1983 dal Gruppo Benetton, che ha nel verde il colore predominante del proprio logo aziendale. Dal 1983 al 2012 è stato l'impianto di casa della Benetton Treviso, squadra che durante questo periodo si è imposta come una delle squadre più importanti d'Italia con un palmarès che include, tra gli altri trofei, 5 scudetti, 8 Coppe Italia e 2 Coppe Saporta. La prima squadra cessò di esistere al termine della stagione 2011-2012, continuando a lavorare solo a livello giovanile.
Tra il 1987 e il 2011 il PalaVerde fu inoltre l'impianto casalingo del Volley Treviso, altra squadra in grado di imporsi a protagonista nel panorama nazionale. Nel periodo trascorso al PalaVerde, vinse infatti 9 scudetti, 5 Coppe Italia, 4 Champions League, oltre ad altri trofei.
Il 1º febbraio 2011 è stato scelto dall'ULEB per ospitare le Final Four della Eurocup 2010-2011, tenutesi il 16 e 17 aprile.
Nella stagione 2011-2012 il palazzetto ha ospitato temporaneamente anche la Reyer Venezia, nell'attesa della messa a norma del Palasport Taliercio rispetto agli standard richiesti dalla Serie A.
Dalla stagione 2012-2013 ospita le partite dell'Imoco Volley Conegliano di Lega Pallavolo Serie A femminile.
A partire dalla stagione 2014-2015 è diventato l'impianto di casa dell'Universo Treviso Basket, nuova realtà cestistica cittadina fondata a seguito della mancata iscrizione della Benetton ai campionati professionistici. Dopo cinque campionati di Serie A2, dalla stagione 2019-2020 partecipa alla Serie A.
Nell'aprile 2017 il palazzetto è stato sede della Final Four della Champions League di pallavolo femminile organizzata dall'Imoco Volley.
Nel settembre 2021 al PalaVerde si è tenuto il girone unico di qualificazione per la Basketball Champions League con 6 squadre europee partecipanti, tra cui Treviso Basket, al primo ritorno europeo.